# Rudolec (Březová)
Rudolec (németül: Ruditzgrün) Březová településrésze Csehországban a Karlovy Vary-i kerület Sokolovi járásában. Központi községétől 3 km-re délnyugatra fekszik. A 2001-es népszámlálási adatok szerint 63 lakóháza és 180 lakosa van.

## Népesség
| Lakosok száma | 238  | 245  | 243  | 238  | 268  | 133  | 113  | 174  | 180  | 135  |
|               | 1869 | 1890 | 1900 | 1921 | 1930 | 1961 | 1970 | 1991 | 2001 | 2021 |